# Neotheoridae
Neotheoridae es una familia primitiva de insectos lepidópteros, forman parte de la superfamilia Hepialoidea. Las denominan "primitivas polillas fantasma de la Amazonia" (Amazonian Primitive Ghost Moths) y se conoce sólo un solo género con una única especie, Neotheora chiloides, descrita a partir de un ejemplar hembra recolectada al Mato Grosso, Brasil (Kristensen, 1999: 60; Nielsen y coles., 2000).
- Datos: Q18618853
- Especies: Neotheoridae